# Melpignano
Melpignano es una localidad italiana de la provincia de Lecce, región de Puglia, con 2.215 habitantes.

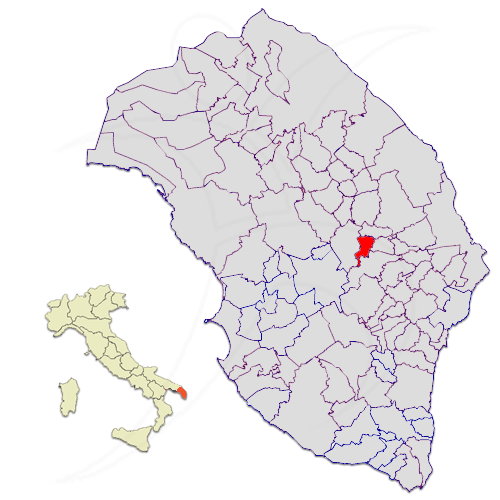
Ubicación de la ciudad de Melpignano dentro de la provincia de Lecce.

## Evolución demográfica
| Gráfica de evolución demográfica de Melpignano entre 1861 y 2001 |
|                                                                  |
| Fuente ISTAT - elaboración gráfica de Wikipedia                  |